# Lamine Diatta
Lamine Diatta (Dakar, 2 luglio 1975) è un ex calciatore senegalese con passaporto francese, di ruolo difensore.

## Carriera
Ha trascorso la maggior parte della sua carriera in Francia, iniziando a giocare nel Tolosa, prima di trasferirsi all'Olympique Marsiglia. Dopo questa breve parentesi, ha firmato per il Rennes, dove è rimasto per ben cinque anni. Ha giocato poi nell'Olympique Lyonnais e nel Saint-Étienne. Nel 2007 ha tentato l'avventura turca al Beşiktaş, con scarsa fortuna. A marzo 2008, dopo un provino, è stato ingaggiato dal Newcastle Utd, ma al termine della stagione viene lasciato libero. Il 20 marzo 2009, firma per l'Hamilton Academical.

## Palmarès

### Club

#### Competizioni nazionali
- Campionato francese: 2

O. Lione: 2004-2005, 2005-2006
- Supercoppa francese: 2

O. Lione: 2004, 2005